# گوش‌موش افشان
گوش‌موش افشان (نام علمی: Parietaria judaica) نام یک گونه از تیره گزنه‌ایان است.

## نگارخانه

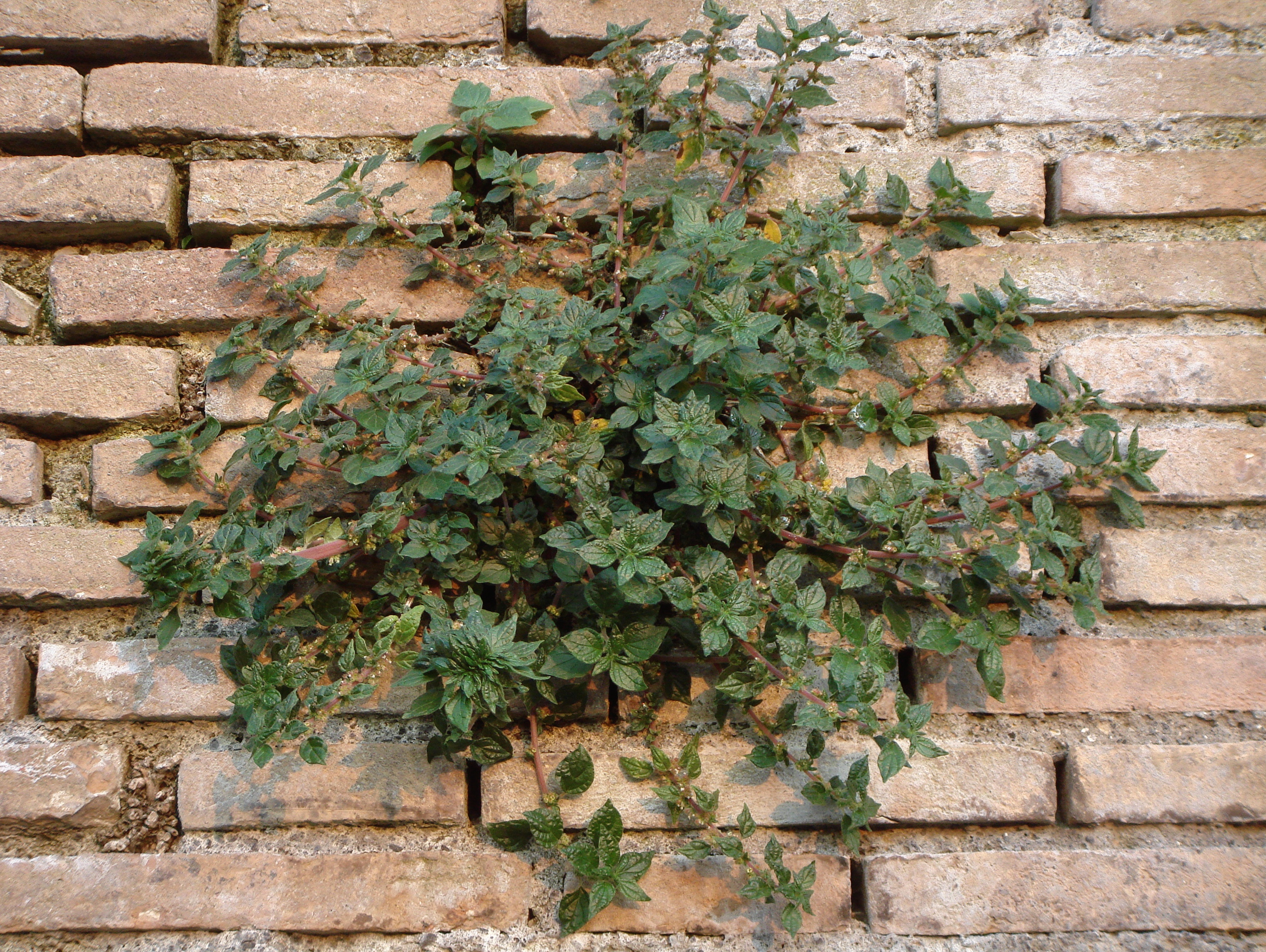
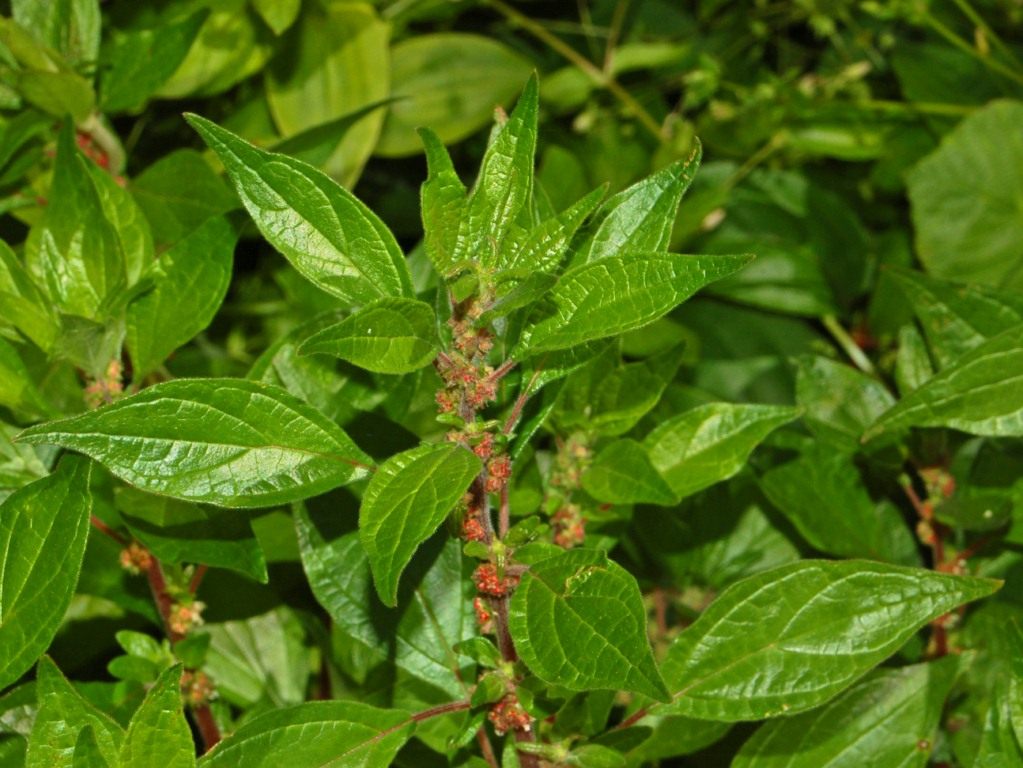
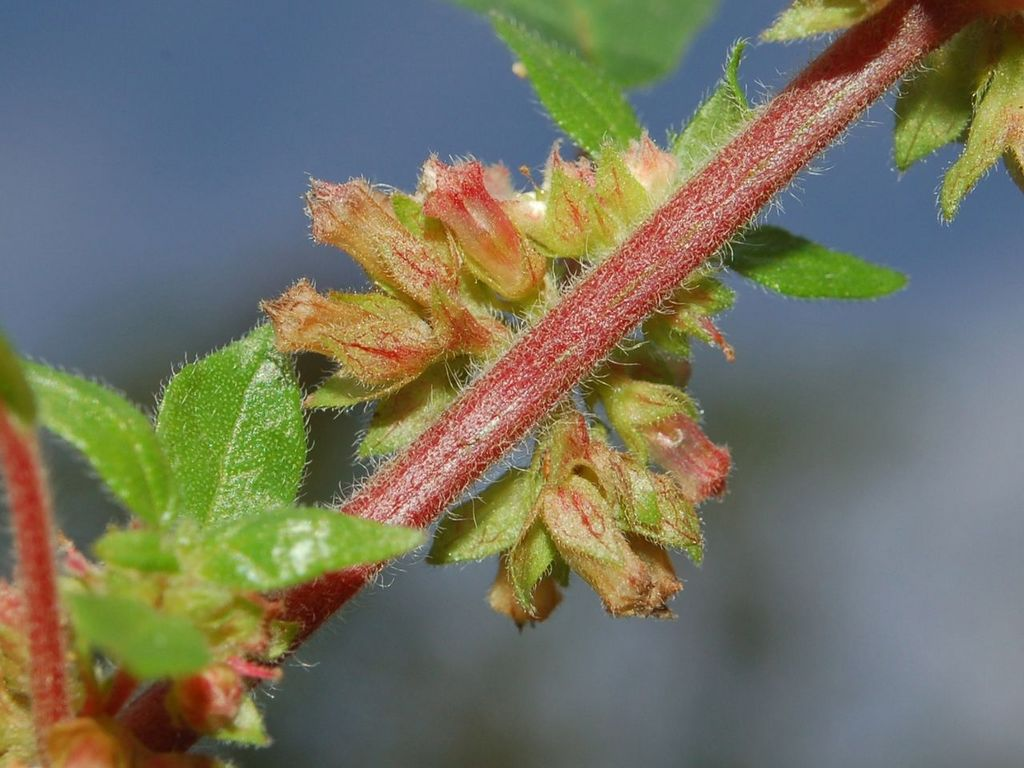
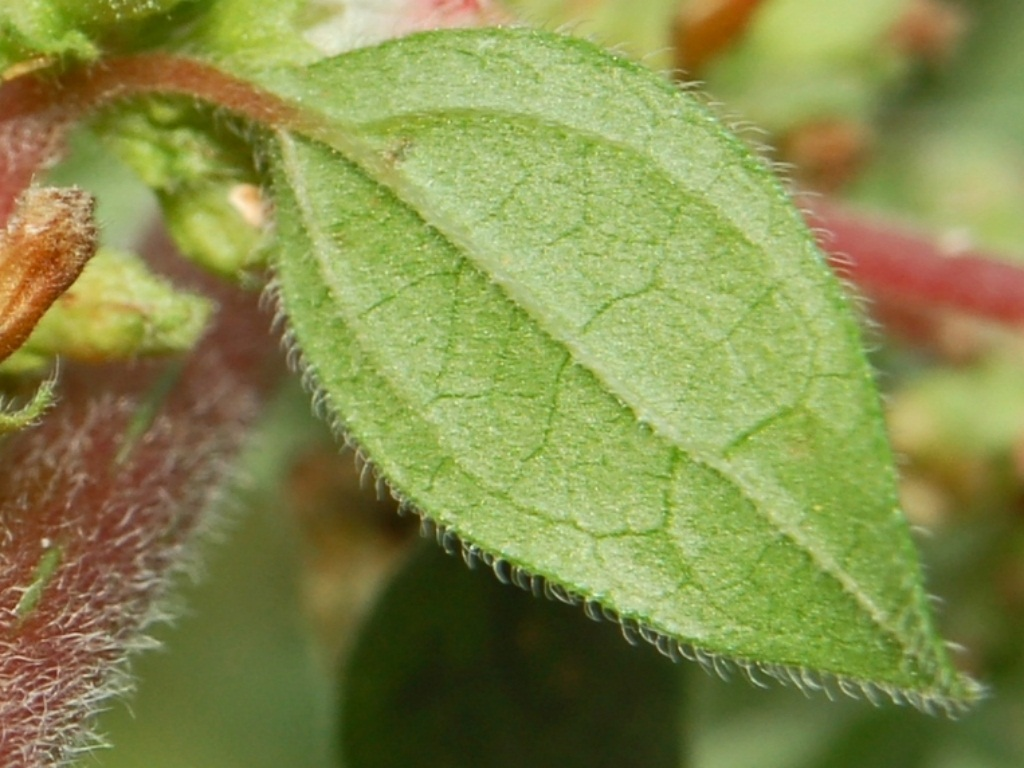